# Yacuanquer (ort)
Yacuanquer är en ort i Colombia.   Den ligger i departementet Nariño, i den sydvästra delen av landet, 500 km sydväst om huvudstaden Bogotá. Yacuanquer ligger 2 708 meter över havet och antalet invånare är 2 643.
Terrängen runt Yacuanquer är bergig västerut, men österut är den kuperad. Runt Yacuanquer är det ganska tätbefolkat, med 172 invånare per kvadratkilometer. Närmaste större samhälle är Pasto, 17,2 km nordost om Yacuanquer. Omgivningarna runt Yacuanquer är en mosaik av jordbruksmark och naturlig växtlighet.